# Doc Winner
Pour les articles homonymes, voir Winner.
Doc Winner (né le 18 décembre 1885 à Perrysville et mort le 12 août 1956 dans le New Jersey) est un auteur de bande dessinée américain connu pour ses comic strips Tubby (1923-1926) et Elmer (1926-1956) et pour ses nombreuses contributions à plusieurs séries du King Features Syndicate comme The Thimble Theatre, Barney Google, Sappo ou encore The Katzenjammer Kids (1947-1956) et sa bande complémentaire Dinglehoofer und His Dog (1949-1952).

### Documentation
- Patrick Gaumer, « Elmer », dans Dictionnaire mondial de la BD, Paris, Larousse, 2010 (ISBN 9782035843319), p. 297.
- Patrick Gaumer, « Winer, Doc », dans Dictionnaire mondial de la BD, Paris, Larousse, 2010 (ISBN 9782035843319), p. 919.
- (en) Richard Marschall, « Winner, Charles H. », dans Maurice Horn (dir.), The World Encyclopedia of Comics, New York, Chelsea House, 1976, 785 p. (ISBN 0877540306), p. 702.